# Orthosia nigra
Orthosia nigra là một loài bướm đêm trong họ Noctuidae.